# Himley
Himley es una parroquia civil y un pueblo del distrito de South Staffordshire, en el condado de Staffordshire (Inglaterra).

## Geografía
Según la Oficina Nacional de Estadística británica, Himley tiene una superficie de 8,86 km².

## Demografía
Según el censo de 2001, Himley tenía 713 habitantes (43,34% varones, 56,66% mujeres) y una densidad de población de 80,47 hab/km². El 9,68% eran menores de 16 años, el 68,44% tenían entre 16 y 74, y el 21,88% eran mayores de 74. La media de edad era de 53,49 años. Del total de habitantes con 16 o más años, el 16,61% estaban solteros, el 59,01% casados, y el 24,38% divorciados o viudos.
Según su grupo étnico, el 98,19% de los habitantes eran blancos, el 0,56% asiáticos, el 0,42% negros, el 0,42% chinos, y el 0,42% de cualquier otro salvo mestizos. La mayor parte (97,63%) eran originarios del Reino Unido. El resto de países europeos englobaban al 1,39% de la población, mientras que el 0,98% había nacido en cualquier otro lugar. El cristianismo era profesado por el 86,26% y el sijismo por el 0,56%, mientras que el 6,59% no eran religiosos y el 6,59% no marcaron ninguna opción en el censo.
Había 242 hogares con residentes y 9 vacíos.